# Guillermo Frutos
Guillermo Frutos Miranda (Madrid, España, 2 de mayo de 1991), es un entrenador español de baloncesto que actualmente es entrenador ayudante en el primer equipo del Real Madrid.

## Biografía
Es licenciado en Derecho y Ciencias Políticas por la Universidad Autónoma de Madrid. Después de obtener el título de Entrenador superior de baloncesto, se formó en las categorías inferiores de Club Baloncesto Las Rozas. Tras pasar por distintas categorías, entrenó al junior masculino y en la temporada 2020-21 se hizo cargo del primer equipo masculino que milita en 1ª División Nacional Masculina.
La temporada 2021-22 entrenó al equipo junior del Baloncesto Fuenlabrada, obteniendo el subcampeonato de Madrid, al perder en la final contra el Real Madrid junior por 71-66.
Su labor de entrenador la compagina con la de profesor en la Escuela de Entrenadores de la Federación de Baloncesto de Madrid, impartiendo además distintos clinics en Madrid y otros lugares de España y el extranjero.

### Real Madrid
En 2022, se convierte en entrenador ayudante de Chus Mateo en el primer equipo del Real Madrid, tras la salida del club de Pablo Laso.
El 25 de septiembre de 2022, el Real Madrid se proclama vencedor de la Supercopa de España, tras derrotar en la final al Barça.
El 21 de mayo de 2023, el Real Madrid obtiene en Kaunas la Euroliga 2022-23, la undécima de su historia, tras vencer en la final al Olympiakos por 79 a 78.
El 18 de febrero de 2024, el Real Madrid obtiene en Málaga la Copa del Rey de baloncesto 2024, tras vencer en la final al Barça por 96 a 85.

## Trayectoria
- 2011-20. Club Baloncesto Las Rozas. Entrenador categorías inferiores
- 2020-21. Club Baloncesto Las Rozas. Entrenador 1ª División Nacional Masculina
- 2021-22. Baloncesto Fuenlabrada. Entrenador equipo junior
- 2022-actualmente. Real Madrid. Entrenador asistente de Chus Mateo

## Palmarés
- 2022. Real Madrid. Supercopa de España. Campeón
- 2023. Real Madrid. Euroliga 2022-23. Campeón
- 2023. Real Madrid. Supercopa de España. Campeón
- 2024. Real Madrid. Copa del Rey de baloncesto 2024. Campeón